# بينينسيولا للفنادق

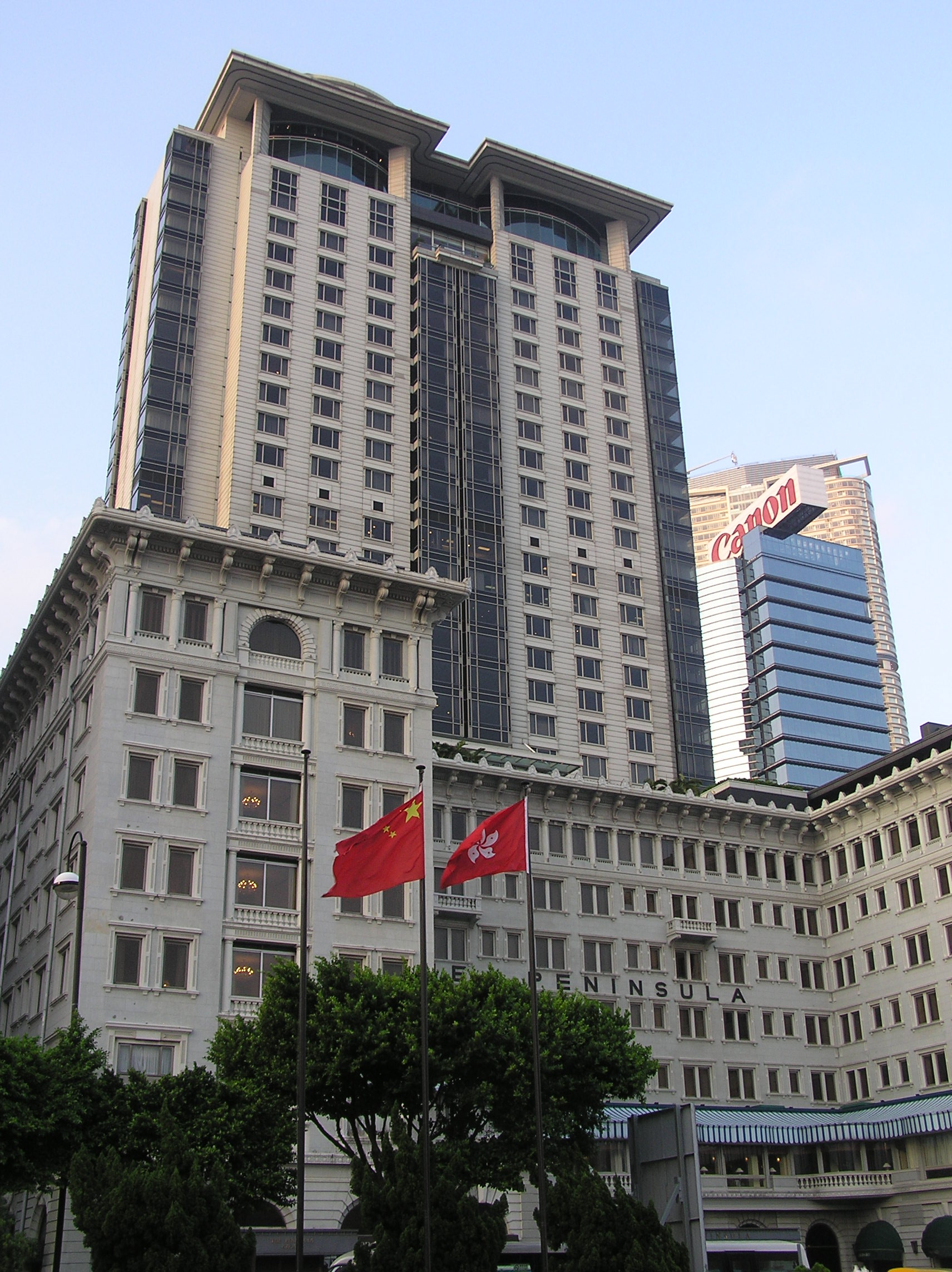
فندف بينينسيولا هونغ كونغ

فنادق بينينسيولا هي سلسلة من العقارات الفاخرة التي تديرها شركة هونغ كونغ وشانغهاي للفنادق. تم افتتاح أول فندق عام 1928 في هونغ كونغ وهو الآن الأقدم.

## الممتلكات والمواقع
حالية
- بينينسيولا هونغ كونغ - 1928
- بينينسيولا مانيلا (ماكاتي) - 1976
- بينينسيولا نيويورك - 1988
- بينينسيولا بكين - 1989
- بينينسيولا بيفرلي هيلز - 1991
- بينينسيولا بانكوك - 1998
- بينينسيولا شيكاغو - 2001
- بينينسيولا طوكيو - 2007
- بينينسيولا شانغهاي - 2009
- بينينسيولا باريس - 2014

تحت الإنشاء
- بينينسيولا لندن (تحت التصميم)
- بينينسيولا يانغون (تحت الإنشاء)

ممتلكات سابقة
- فندق هونغ كونغ - هونغ كونغ
- فندق ريبولس باي - هونغ كونغ
- فندق ذا بالاس - شانغهاي
- فندق أستور هاوس - شانغهاي

## معرض الصور

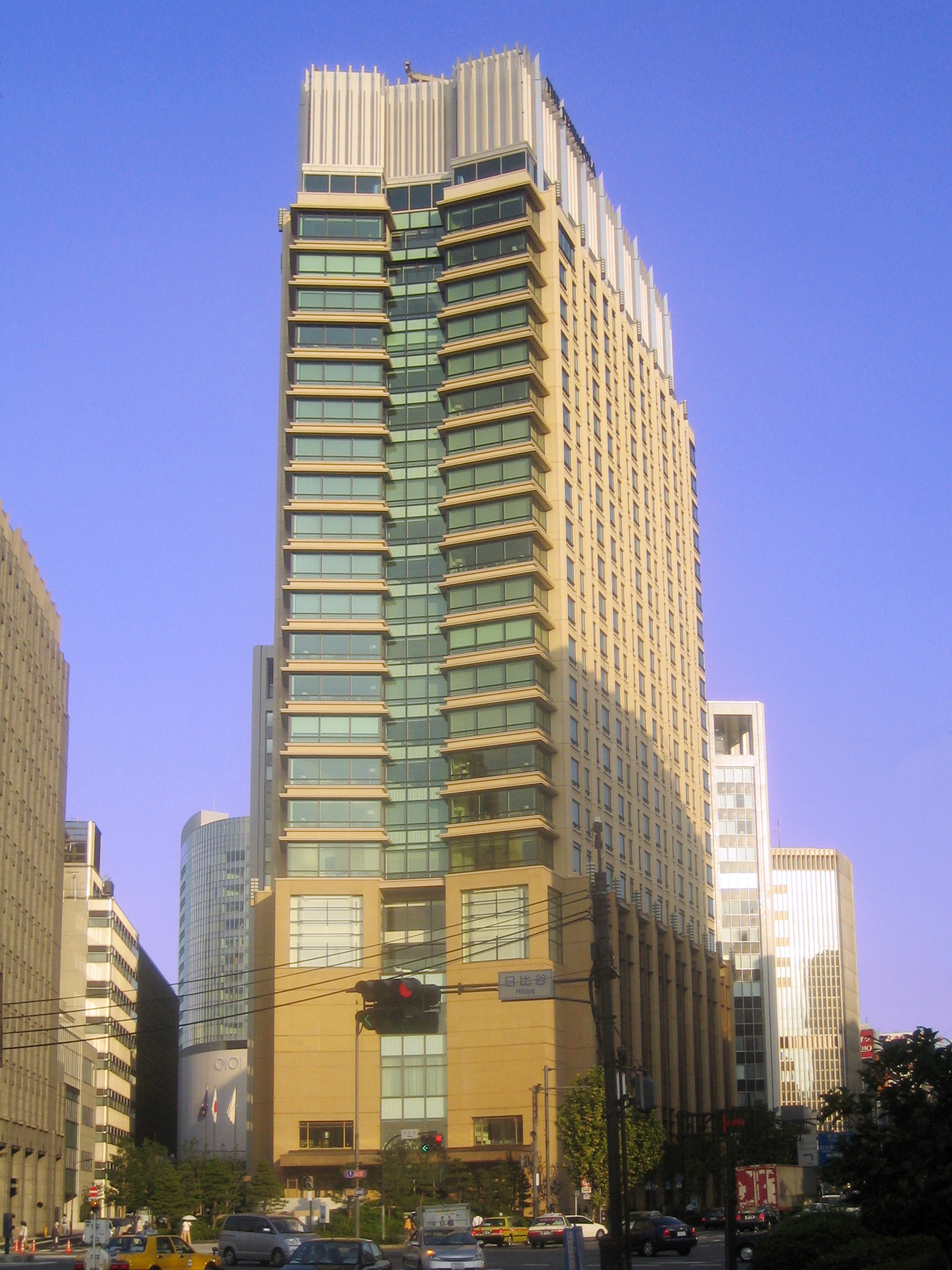
بينينسيولا طوكيو
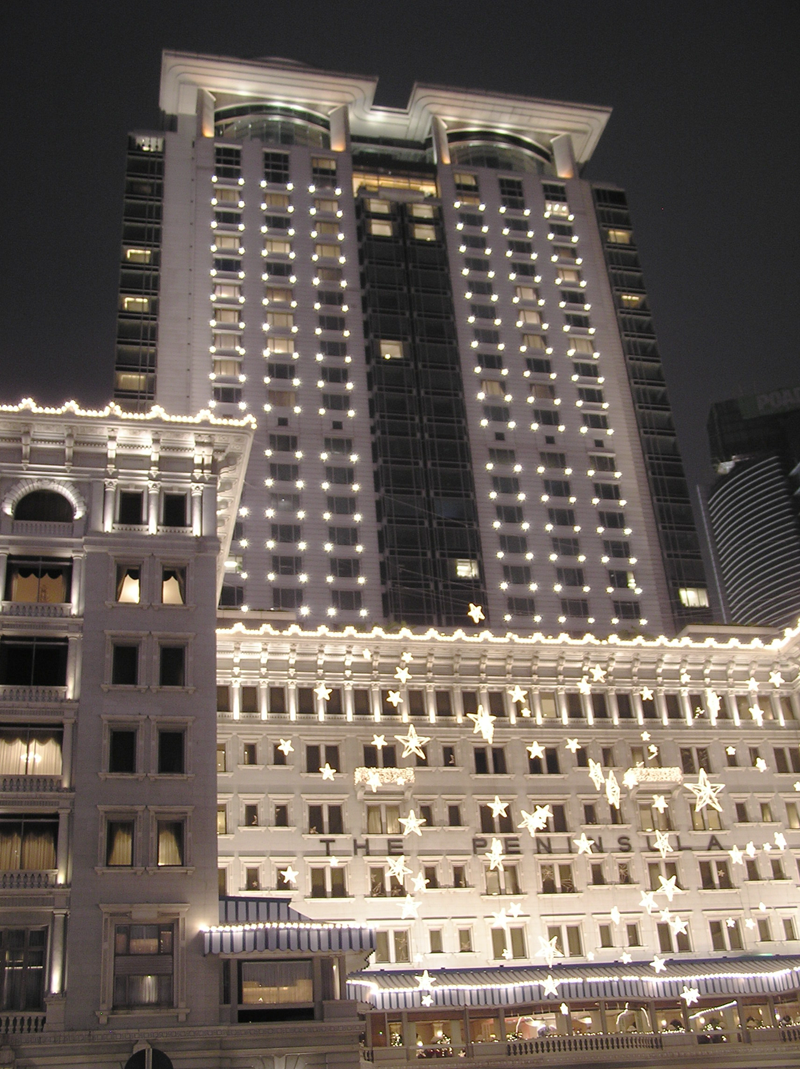
بينينسيولا هونغ كونغ
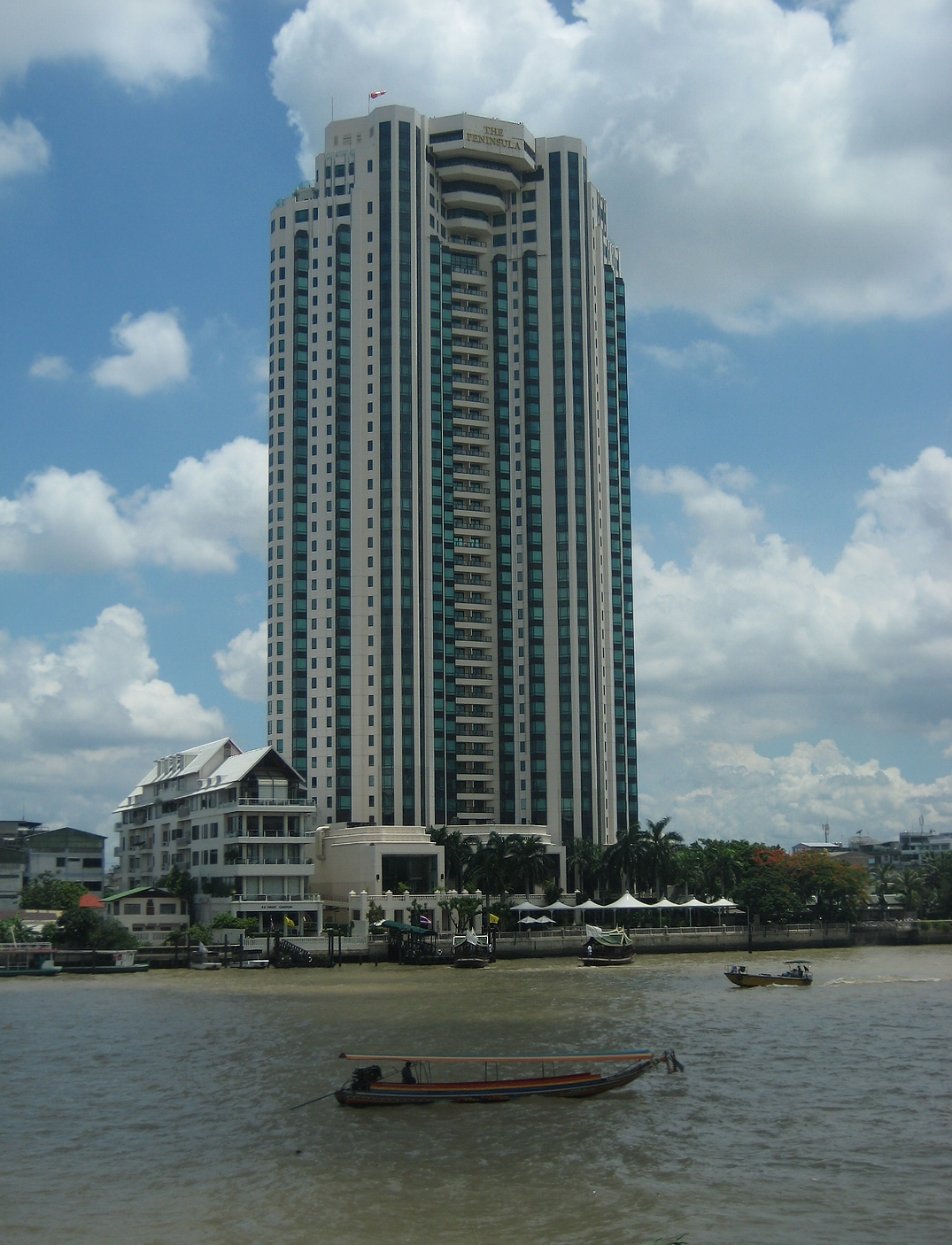
بينينسيولا بانكوك
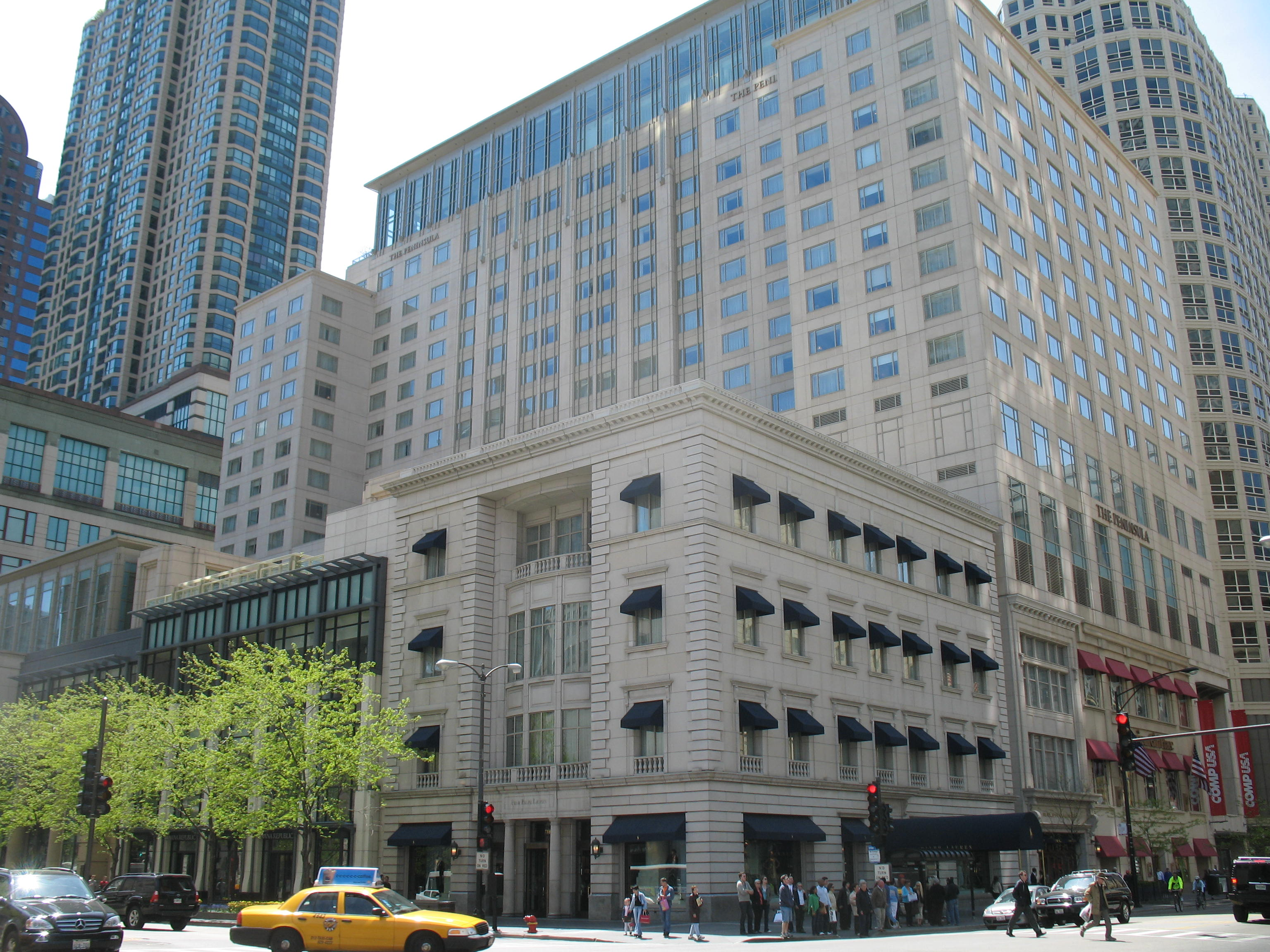
بينينسيولا شيكاغو
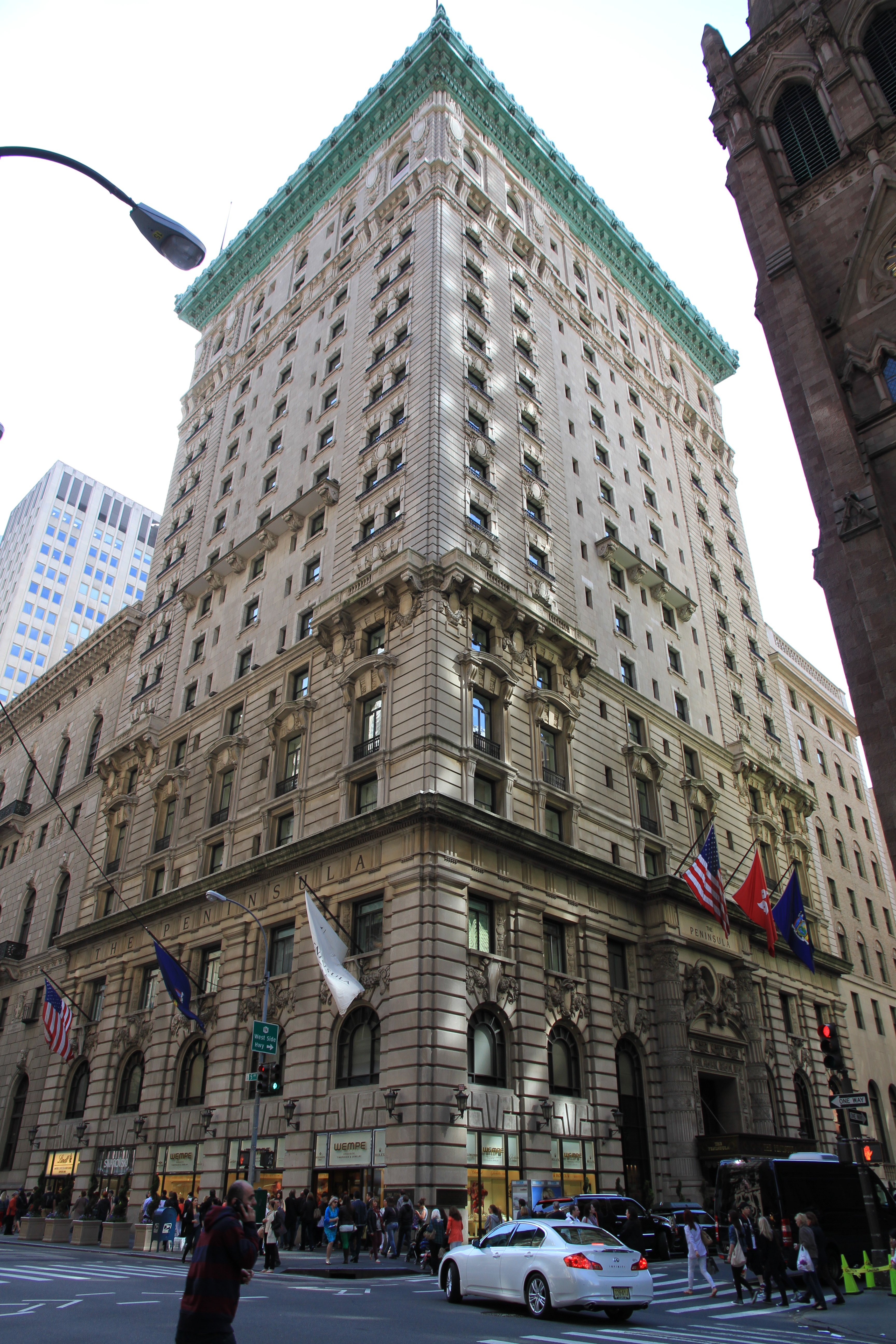
بينينسيولا نيويورك
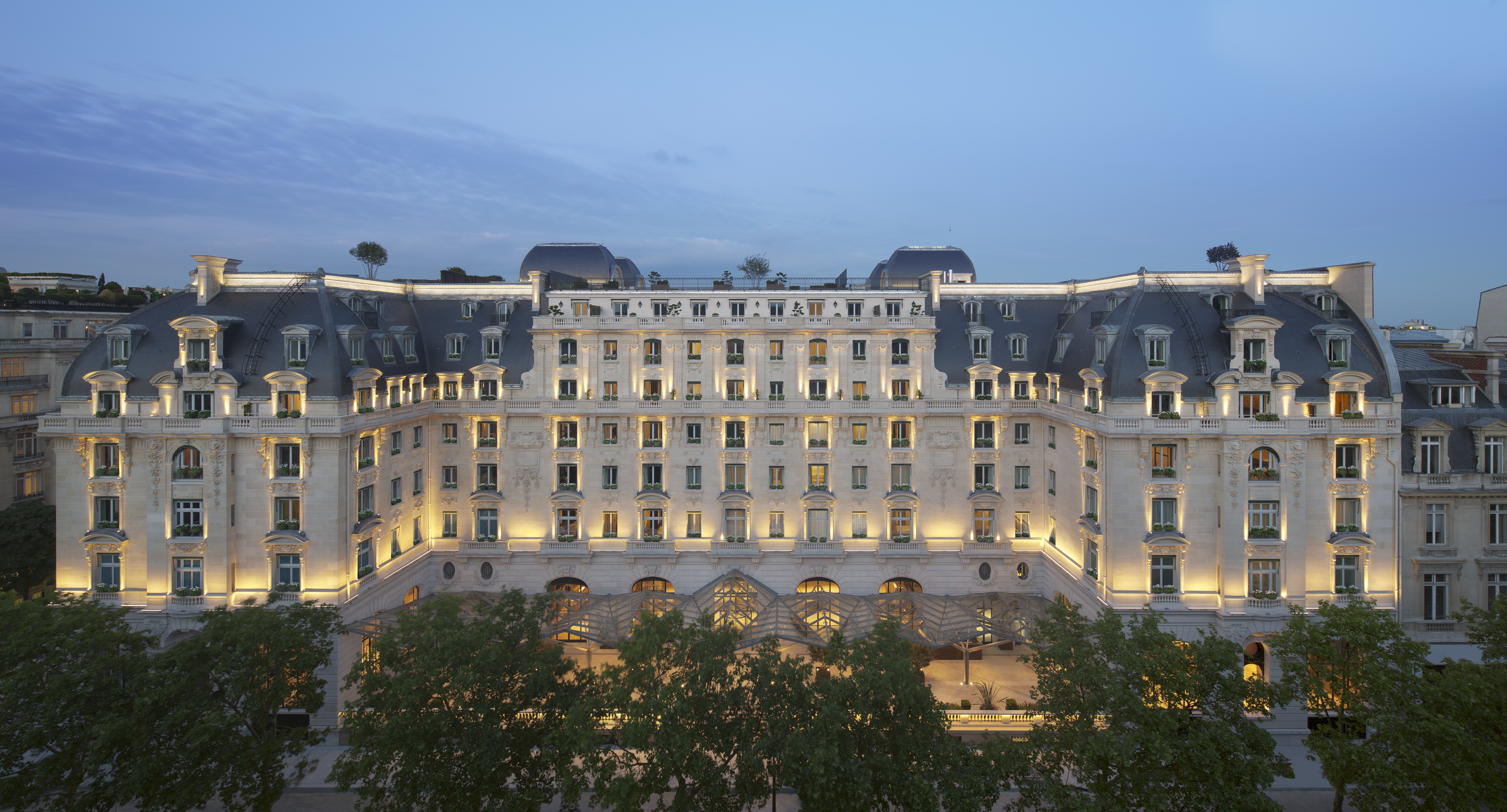
بينينسيولا باريس

## روابط خارجية
- الموقع الرسمي